# エルマンス

エルマンスの紋章

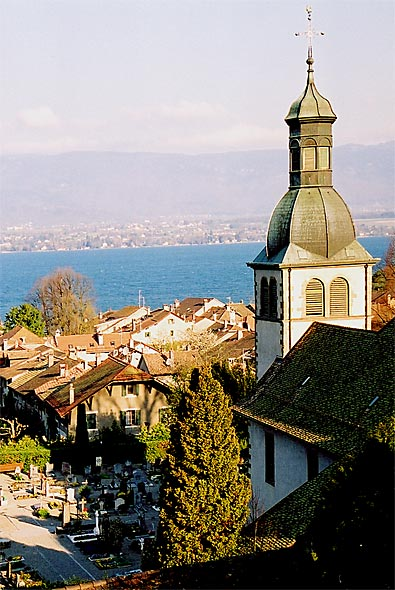

エルマンス（Hermance）はスイス連邦、ジュネーヴ州の東端、レマン湖左岸に面した基礎自治体（コミューン）。フランス、オート＝サヴォワ県に突き出したように囲まれ、ジュネーヴ州のコミューンではアニエールと西側で接している。
レマン湖畔は、レマン湖の代表的なダイビングスポットの一つで、ジュネーヴ州で最も規模の大きいダイビングクラブがある。

## データ
- 面積:1.46 km²
- 人口:901人(2008年1月)